# Словенские антиреволюционные силы
Словенские антиреволюционные силы (словен. Slovenske protirevolucionarne sile) — собирательное название всех словенских коллаборационистских военных подразделений и военизированных формирований. К ним относятся лица и организации, сотрудничавшие с немецкими и итальянскими оккупантами.

## Классификация
По образованию и лояльности:
- самопровозглашённые (Белая гвардия)
- поддерживаемые оккупантами (Словенское домобранство)
- признававшие королевское правительство Югославии (Синяя гвардия)

По политическим убеждениям:
- монархисты (Синяя гвардия — словенские четники)
- антикоммунисты (Матьяжева армия)
- без конкретных убеждений (Белая гвардия, отряды самообороны)